# Tubular Bells II
Tubular Bells II – studyjny album Mike’a Oldfielda z 1992. Pomimo tytułu, sugerującego kontynuację oryginalnych Dzwonów rurowych, jest to ściśle oparta na pierwowzorze wariacja/reinterpretacja, zawierająca nowe utwory, napisane z dochowaniem walorów kompozytorskich, aranżacyjnych i wykonawczych, znanych z pierwszej płyty Mike’a Oldfielda z 1973 roku. W stosunku do pierwowzoru występuje tu spora liczba instrumentów elektronicznych, m.in. Korg M1, Ensoniq SD1 oraz Kurzweil K2000, Roland D-50, a album jest łagodniejszy i bardziej melodyjny. Dźwięk tytułowych dzwonów rurowych także został wygenerowany w syntezatorze Korg M1.
"Mistrzem ceremonii” zapowiadającym kolejne instrumenty w utworze The Bell był słynny brytyjski aktor Alan Rickman, figurujący na okładce płyty jako „a strolling player” z powodu oddania do druku okładek przed decyzją o powierzeniu mu udziału w nagraniu. Utwór The Bell ukazał się także w kilku alternatywnych wersjach singlowych, na których „mistrzami ceremonii” byli szkocki aktor Billy Connolly, oryginalny głos z pierwszych Dzwonów rurowych Vivian Stanshall, niemiecki aktor komediowy Otto Vaalkes (w angielskiej i niemieckiej wersji językowej) oraz w wersji hiszpańskiej Carlos Finaly.
Utwór Moonshine był czasami wykorzystywany w teleturnieju Joystick (transmitowanym w połowie lat 90. w TVP) jako tło muzyczne podczas zmagań zawodników.

## Lista utworów
1. „Sentinel” – 8:07
2. „Dark Star” – 2:16
3. „Clear Light” – 5:48
4. „Blue Saloon” – 2:59
5. „Sunjammer” – 2:32
6. „Red Dawn” – 1:50
7. „The Bell” – 6:59
8. „Weightless” – 5:43
9. „The Great Plain” – 4:47
10. „Sunset Door” – 2:23
11. „Tattoo” – 4:15
12. „Altered State” – 5:12
13. „Maya gold" – 4:01
14. „Moonshine” – 1:42